# ファーラ・フィリオールム・ペトリ
ファーラ・フィリオールム・ペトリ（イタリア語: Fara Filiorum Petri）は、イタリア共和国アブルッツォ州キエーティ県にある、人口約2,000人の基礎自治体（コムーネ）。

## 地理

### 位置・広がり

#### 隣接コムーネ
隣接するコムーネは以下の通り。
- ブッキアーニコ
- カザカンディテッラ
- プレトーロ
- ラピーノ
- ロッカモンテピアーノ
- サン・マルティーノ・スッラ・マッルチーナ

## 行政

### 分離集落
ファーラ・フィリオールム・ペトリには、以下の分離集落（フラツィオーネ）がある。
- Brecciarola, Campolungo, Colle Anzolino, Colle Pidocchioso, Colle Pretoro, Colle San Donato, Colli Centro, Crepacce, Fara Centro, Focaro, Forma, Fonzoni, Fraderna, Giardino, Madonna del Ponte, Mandrone, Orticelli, Pagnotto, Piane Della Masseria, Piane-San Giacomo, Ruzzi, San Nicola, Sant'Antonio, Sant'Eufemia, Sotto Le Ripe, Sotto Le Vigne, Valli, Vicenne